# Mercedes AMG F1 W03
Chronologie des modèles (2012)
Mercedes-Benz MGP W02 Mercedes AMG F1 W04
La Mercedes AMG F1 W03 est la monoplace de Formule 1 engagée par l'équipe Mercedes Grand Prix dans le cadre du championnat du monde de Formule 1 2012. Dévoilée le 21 février 2012 lors des essais hivernaux de Barcelone, elle débute en championnat le 18 mars 2012 au Grand Prix d'Australie, pilotée par les Allemands Michael Schumacher et Nico Rosberg.
Le 14 avril 2012, lors du Grand Prix de Chine, l'équipe Mercedes obtient sa première pole position depuis son retour à la compétition en 2010 grâce à Nico Rosberg. Cette séance voit Michael Schumacher réaliser le troisième temps des qualifications, cependant à la suite d'une pénalité de Lewis Hamilton, il s'élance en deuxième position, permettant à Mercedes de signer un doublé en qualifications.
Nico Rosberg obtient la première victoire de sa carrière et la première victoire de l'équipe depuis son retour.

## Technologie et développement
La Mercedes F1 W03 succède à la Mercedes MGP W02. Son développement débute en mai 2011 sous la direction du directeur technique Bob Bell. Loïc Bigois est designer en chef, Aldo Costa responsable des composants mécaniques et Geoff Willis responsable de l'aérodynamique. 
Par rapport au modèle précédent, l'empattement est élargi. En raison de la réglementation, les sorties d'échappement sont modifiées. La Mercedes F1 W03 a été construite. La transmission est une conception interne, le moteur V8 de 2,4 litres et le KERS proviennent de Mercedes AMG HPP.
La voiture est équipée d'un double DRS ; une pression sur un bouton du volant ouvre un canal qui dirige l'air provenant de l'avant sous l'aileron arrière ce qui réduit la résistance à l'air du véhicule, permet une vitesse plus élevée et améliore l'équilibre de la voiture, ce qui est un avantage dans les virages rapides.
Avant l'ouverture de la saison, le Grand Prix automobile d'Australie, le système est déclaré légal par les commissaires de course lors des vérifications techniques. Red Bull et Lotus protestent néanmoins.

## Livrée et sponsoring
La Mercedes F1 W03 est principalement peinte en argent. Les pontons latéraux et certaines parties des ailes avant et arrière sont cyan en raison du sponsor principal, Petronas. 

## Résultats en championnat du monde de Formule 1
| Saison | Écurie                        | Moteur           | Pneus   | Pilotes            | Courses | Courses | Courses | Courses | Courses | Courses | Courses | Courses | Courses | Courses | Courses | Courses | Courses | Courses | Courses | Courses | Courses | Courses | Courses | Courses | Points inscrits | Classement |
| Saison | Écurie                        | Moteur           | Pneus   | Pilotes            | 1       | 2       | 3       | 4       | 5       | 6       | 7       | 8       | 9       | 10      | 11      | 12      | 13      | 14      | 15      | 16      | 17      | 18      | 19      | 20      | Points inscrits | Classement |
| ------ | ----------------------------- | ---------------- | ------- | ------------------ | ------- | ------- | ------- | ------- | ------- | ------- | ------- | ------- | ------- | ------- | ------- | ------- | ------- | ------- | ------- | ------- | ------- | ------- | ------- | ------- | --------------- | ---------- |
| 2012   | Mercedes AMG Petronas F1 Team | Mercedes FO 108Z | Pirelli |                    | AUS     | MAL     | CHI     | BAH     | ESP     | MON     | CAN     | EUR     | GBR     | ALL     | HON     | BEL     | ITA     | SIN     | JAP     | COR     | IND     | ABU     | USA     | BRÉ     | 142             | 5e         |
| 2012   | Mercedes AMG Petronas F1 Team | Mercedes FO 108Z | Pirelli | Michael Schumacher | Abd     | 10e     | Abd     | 10e     | Abd     | Abd     | Abd     | 3e      | 7e      | 7e      | Abd     | 7e      | 6e      | Abd     | 11e     | 13e     | 22e*    | 11e     | 16e     | 7e      | 142             | 5e         |
| 2012   | Mercedes AMG Petronas F1 Team | Mercedes FO 108Z | Pirelli | Nico Rosberg       | 12e     | 13e     | 1er     | 5e      | 7e      | 2e      | 6e      | 6e      | 15e     | 10e     | 10e     | 11e     | 7e      | 5e      | Abd     | Abd     | 11e     | Abd     | 13e     | 15e     | 142             | 5e         |

Légende : ici
- * : le pilote n'a pas terminé la course mais est classé pour avoir parcouru plus de 90 % de la distance de course.